# 翼奉
翼奉（?—?），字少君，西汉東海郡下邳（今江苏省邳州市）人，漢元帝时代儒者。
翼奉跟随后苍学齐詩，同学有蕭望之、匡衡。三人皆明经書，匡衡为後進，蕭望之为官参与政治。翼奉专心学問没有仕官。翼奉喜欢律历占卜陰陽。元帝即位，儒者把他推薦给元帝，元帝召见他。翼奉在宴会上谈论政治問題，得到元帝的尊敬。
外戚平昌侯王臨称詔，想跟随翼奉学习律历陰陽之術。翼奉上封事向批评元帝王臨。後翼奉为中郎。
关東大水，飢饉、疫病爆发。元帝下令以少府管理的皇帝各地的私有財产赈济，不再加收土地租税，離宮介绍修繕，御馬減少飼料。以作为对策。次年，两次地震，齐人困窮，出现人相食的事件。元帝号召推薦直言極諫之士。翼奉上封事。批判朝廷外戚太多，陰气太盛，各宮殿等女官太多，提出減少方案。预言之后要有火災。明年，漢武帝陵園内火災。元帝以为翼奉预测为真，再向翼奉询问。翼奉认为在雲陽、汾陰祭祀天地，天子宗廟之数超过古制，又費用过多。宮殿庭園奢侈太过，提议遷都洛陽。
貢禹進言改革宗廟制度，定迭毀禮，元帝听从。匡衡为丞相，上奏将雲陽、汾陰的天地祭祀改在長安南北郊施行。这些建議都是从翼奉开始的。
翼奉历任博士、諫大夫，年老以寿终。儿子和孫子，皆以學在儒官。

## 延伸阅读
[在维基数据编辑]
 《漢書/卷075》，出自班固《漢書》